# 詹姆斯·利尔蒙斯·高万斯
詹姆斯·利尔蒙斯·高万斯（英語：James Learmonth Gowans，也写作：James L. Gowans，学界昵称：Jim Gowans，1924年5月7日—2020年4月1日），生于英格兰谢菲尔德，英国医学家。

## 生平简介
高万斯早年在伦敦国王学院附属医院学医。后在牛津大学生理学系取得博士学位，博士论文导师是霍华德·弗洛里，弗洛里男爵（1945年诺贝尔医学或生理学奖得主）。
高万斯专长在免疫学和病理学领域，尤其对淋巴系统的研究获得一系列突破。
2020年4月1日逝世。

## 荣誉
- 1963年，获选英国皇家学会院士；
- 1982年，获得皇家奖章（Royal Medal）[2]；
- 1980年，获得沃尔夫医学奖[3]；
- 获选美国国家科学院外籍院士。